# Begonia linearifolia
Espèce
Synonymes
- Begonia stenophylla J.Sierra[1]

Begonia linearifolia est une espèce de plantes de la famille des Begoniaceae.
L'espèce fait partie de la section Begonia.
Elle a été décrite en 1991 par Jorge Sierra.

## Répartition géographique
Cette espèce est originaire du pays suivant : Cuba.